# Pristimantis pycnodermis
Pristimantis pycnodermis là một loài động vật lưỡng cư trong họ Strabomantidae, thuộc bộ Anura. Loài này được Lynch mô tả khoa học đầu tiên năm 1979.